# Стафф Сміт
Єзекія Лерой Гордон Сміт (14 серпня 1909 — 25 вересня 1967), більш відомий як Стафф Сміт (англ. Stuff Smith), був американським джазовим скрипалем. Добре відомий за піснею «If You're a Viper» (першопочаткова назва «You's a Viper»).
Сміт разом зі Стефаном Граппеллі, Мішелем Варлопом, Свендом Асмуссеном, Реєм Ненсом і Джо Венуті був одним із видатних скрипалів джазової музики епохи свінгу.

## Біографія
Народився в Портсмуті, штат Огайо, США в 1909 році, і навчався гри на скрипці у свого батька. Сміт називав Луї Армстронга своїм основним впливом і натхненням для гри джазу, і, як і Армстронг, був вокалістом, а також інструменталістом. У 1920-х роках грав у Техасі як учасник групи Альфонса Трента. Після переїзду до Нью-Йорка регулярно виступав зі своїм секстетом в Onyx Club, починаючи з 1935 року, а також з Коулманом Хокінсом, Чарлі Паркером, Діззі Гіллеспі та пізніше, Саном Ра.
Після підписання контракту з Vocalion Records у 1936 році зробив хіт із «I'se a Muggin'» і був представлений як колектив Stuff Smith and His Onyx Club Boys. Зробив записи для Vocalion у 1936, Decca у 1937 та Varsity у 1939—1940.
Представлений у кількох номерах на альбомі Nat King Cole Trio After Midnight.
Частина виступу Сміта на Carnival of Swing на острові Рендалла в 1938 році (вважається першим джазовим фестивалем просто неба) несподівано з'явилася на дисках аудіоінженера Вільяма Сейворі, які в той час були записані самостійно з радіо, а потім довго зберігалися. Деякі кадри кінохроніки збереглися, але вважалося, що аудіо фестивалю не збереглося, поки диски не були придбані у 2012 році Лореном Шенбергом, виконавчим директором Національного музею джазу в Гарлемі.
Сміт критично ставився до руху бібоп, хоча його власний стиль являв собою перехід між свінгом і бібопом. Його вважають першим скрипалем, який використав техніку електричного підсилення на скрипці. Він був одним з авторів пісні «It's Wonderful» (1937), яку протягом своєї кар'єри часто виконували Луї Армстронг та Елла Фіцджеральд. Сміт переїхав до Копенгагена в 1965 році, активно виступав у Європі та помер у Мюнхені в 1967 році. Похований на цвинтарі Клакрінг у Ютландії, Данія.
Стафф Сміт — один із 57 джазових музикантів, сфотографованих на портреті 1958 року «Великий день у Гарлемі».

## Дискографія

### Як провідний артист
- Stuff Smith (Verve, 1957)
- Dizzy Gillespie and Stuff Smith (Verve, 1957)
- Have Violin, Will Swing (Verve, 1958)
- Sweet Swingin' Stuff (20th Century Fox, 1959)
- Cat on a Hot Fiddle (Verve, 1960)
- Herb Ellis & Stuff Smith Together! (Epic, 1963)
- Stuff and Steff with Stephane Grappelli (Barclay, 1966)
- Violin Summit with Stephane Grappelli, Svend Asmussen, Jean-Luc Ponty, (SABA, 1967)
- Black Violin (MPS, 1972)
- Violins No End with Stephane Grappelli (Pablo, 1984)
- The 1943 Trio (Circle, 1988)
- Live at the Montmartre (Storyville, 1988)
- Live in Paris (France's Concert, 1965/1988)
- Hot Violins with Svend Asmussen, Kenny Drew Trio, Poul Olsen (Storyville, 1991)
- Stuff Smith — 1939—1944 compilation (Classics, 1999)
- Late Woman Blues with Henri Chaix Trio (Storyville, 2001)
- The Complete 1944 Rosenkrantz Apartment Transcription Duets (AB Fable, 2002)
- 1944-46: Studio, Broadcast, Concert & Apartment Performances (AB Fable, 2002)
- 1944 & 1945 Performances (AB Fable, 2004)
- Swingin' Stuff (Storyville, 2005)
- Five Fine Violins: Celebrating 100 Years (Storyville, 2010)
- 1937 (AB Fable, 2010)

### Як сайдмен
З Еллою Фітцджеральд
- Ella Fitzgerald Sings the Duke Ellington Songbook Volume One (Verve, 1975)
- The Duke Ellington Songbook, Volume Two: The Small Group Sessions (Verve, 1982)

З Діззі Гіллеспі
- Dee Gee Days: The Savoy Sessions (Savoy, 1976)
- Dizzy Gillespie (Dee Gee, 1952)
- The Champ (Savoy, 1956)
- School Days (Regent, 1957)

### З Саном Ра
- Deep Purple (Saturn, 1973)
- Dreams Come True (Saturn, 1973)
- Sound Sun Pleasure!! (Evidence, 1991)

### З іншими
- Nat King Cole, After Midnight (Capitol, 1956)
- Roy Eldridge, Count Basie Orchestra, Americans in Sweden (Jazz Society, 1983)
- Earl Hines, Hine's Tunes (France's Concert, 1987)
- Gene Krupa, Charlie Ventura, Town Hall Concert Vol. 2 (London, 1974)
- Carmen McRae, Sessions, Live (Calliope, 1976)
- Red Nichols, Sessions, Live (Calliope, 1976)
- Ben Webster, Ben and the Boys (Jazz Archives, 1976)